# Lil Skies

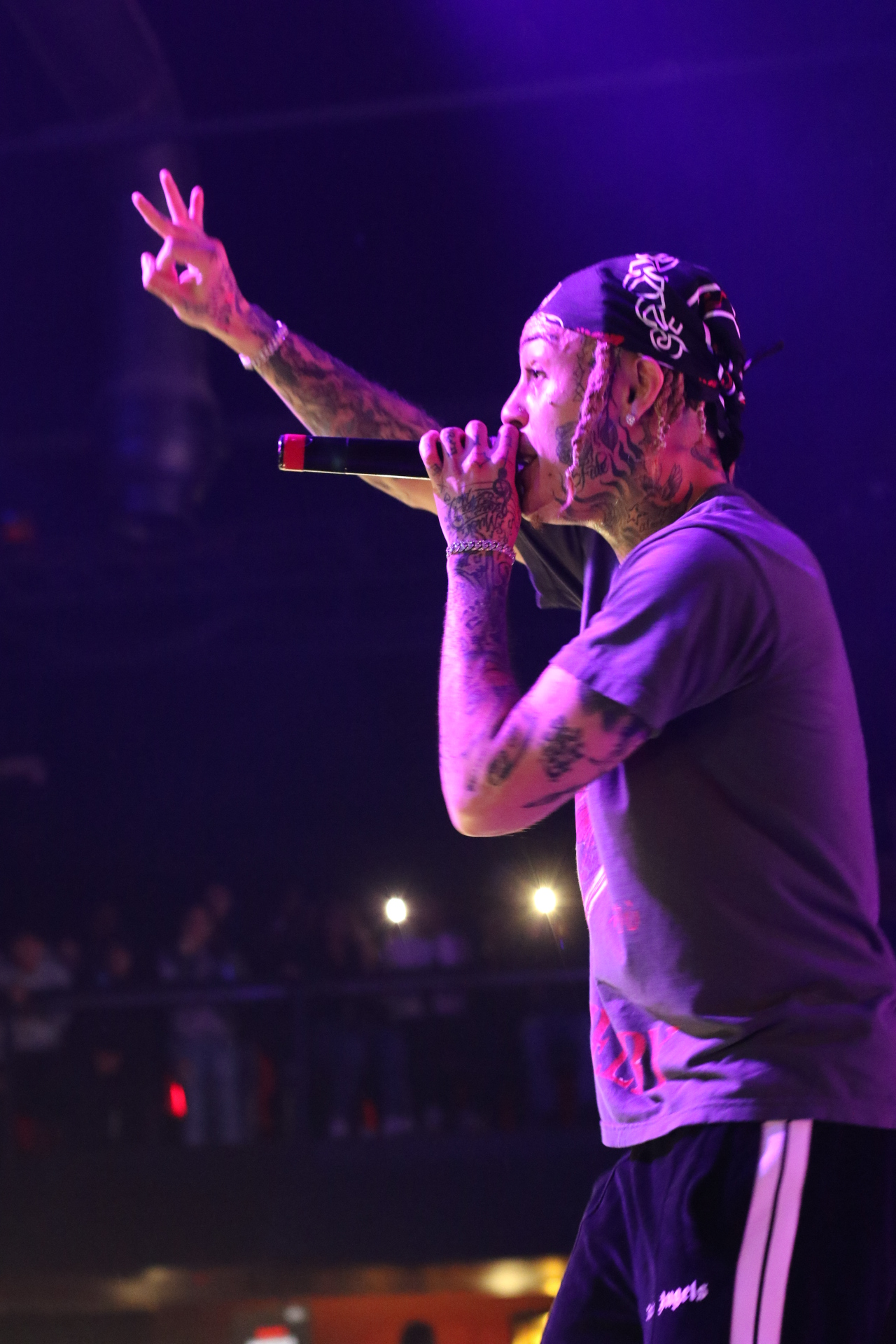
Lil Skies

Lil Skies (* 4. August 1998 in Chambersburg, Franklin County, Pennsylvania; bürgerlich Kimetrius Christopher Foose) ist ein US-amerikanischer Rapper.

## Leben und Karriere
Kimetrius Foose wurde im August 1998 in Pennsylvania geboren. Mit vier Jahren begann er, eigene Liedtexte zu schreiben. In seiner Kindheit wurde er vor allem durch Künstler wie 50 Cent, Lil Wayne und Wiz Khalifa inspiriert. Sein Vater Michael Burton, Jr. war ebenfalls als Rapper unter dem Namen Dark Skies bekannt. Sein erstes Mixtape Good Grades.Bad Habits 2 erschien im Februar 2016 und im Januar 2017 erschien sein zweites Mixtape Alone. Beide konnten sich nicht in den Charts platzieren. Im Juni 2017 erschien die erste Single seines dritten Mixtapes, Red Roses (deutsch Rote Rosen). Die zweite Single Nowadays (deutsch Heutzutage) erschien im Dezember. Beide Singles konnten sich in den Billboard Hot 100 platzieren. Im April 2018 wurde Red Roses mit einer Goldenen Schallplatte in den USA ausgezeichnet. Im März 2019 erschien sein Debütalbum Shelby. Im Januar 2021 erschien sein Album Unbothered. Unbothered Deluxe erschien im Mai 2021.

## Diskografie

### Studioalben
| Jahr | Titel               | Höchstplatzierung, Gesamtwochen, AuszeichnungChartplatzierungen (Jahr, Titel, Platzierungen, Wochen, Auszeichnungen, Anmerkungen) | Höchstplatzierung, Gesamtwochen, AuszeichnungChartplatzierungen (Jahr, Titel, Platzierungen, Wochen, Auszeichnungen, Anmerkungen) | Höchstplatzierung, Gesamtwochen, AuszeichnungChartplatzierungen (Jahr, Titel, Platzierungen, Wochen, Auszeichnungen, Anmerkungen) | Höchstplatzierung, Gesamtwochen, AuszeichnungChartplatzierungen (Jahr, Titel, Platzierungen, Wochen, Auszeichnungen, Anmerkungen) | Anmerkungen                                                 |
| Jahr | Titel               | AT | CH | UK | US | Anmerkungen                                                 |
| ---- | ------------------- | --- | --- | --- | --- | ----------------------------------------------------------- |
| 2018 | Life of a Dark Rose | — | — | UK— SilberUK | US10 Platin · (73 Wo.)US | Erstveröffentlichung: 10. Januar 2018 Verkäufe: + 1.085.000 |
| 2019 | Shelby              | AT56 (1 Wo.)AT | CH93 (1 Wo.)CH | UK30 (2 Wo.)UK | US5 Gold · (16 Wo.)US | Erstveröffentlichung: 1. März 2019 Verkäufe: + 500.000      |
| 2021 | Unbothered          | — | — | — | US50 (1 Wo.)US | Erstveröffentlichung: 22. Januar 2021                       |

### Mixtapes
- 2016: Good Grades.Bad Habits 2
- 2017: Alone

### Singles
| Jahr | Titel Album                   | Höchstplatzierung, Gesamtwochen, AuszeichnungChartplatzierungen (Jahr, Titel, Album, Platzierungen, Wochen, Auszeichnungen, Anmerkungen) | Höchstplatzierung, Gesamtwochen, AuszeichnungChartplatzierungen (Jahr, Titel, Album, Platzierungen, Wochen, Auszeichnungen, Anmerkungen) | Anmerkungen                                                                      |
| Jahr | Titel Album                   | UK | US | Anmerkungen                                                                      |
| ---- | ----------------------------- | --- | --- | -------------------------------------------------------------------------------- |
| 2017 | Red Roses Life of a Dark Rose | UK— SilberUK | US69 ×2Doppelplatin · (20 Wo.)US | Erstveröffentlichung: 26. Juni 2017 Verkäufe: + 2.255.000; feat. Landon Cube     |
| 2017 | Nowadays Life of a Dark Rose  | UK— SilberUK | US55 ×2Doppelplatin · (13 Wo.)US | Erstveröffentlichung: 17. Dezember 2017 Verkäufe: + 2.280.000; feat. Landon Cube |
| 2018 | Lust Life of a Dark Rose      | UK— GoldUK | US87 ×2Doppelplatin · (4 Wo.)US | Erstveröffentlichung: 12. Februar 2018 Verkäufe: + 2.460.000                     |
| 2018 | I Know You –                  | — | US79 Gold · (3 Wo.)US | Erstveröffentlichung: 31. Mai 2018 Verkäufe: + 500.000; feat. Yung Pinch         |
| 2019 | I Shelby                      | UK93 Silber · (1 Wo.)UK | US39 Platin · (4 Wo.)US | Erstveröffentlichung: 28. Februar 2019 Verkäufe: + 1.240.000                     |

Weitere Singles
- 2018: Creeping (US: Gold)
- 2018: Welcome To The Rodeo (US: Gold)

### Gastbeiträge
- 2017: Lonely (Yung Bans feat. Lil Skies, US: Gold)
- 2019: Death Note (Lil Gnar feat. Lil Skies & Craig Xen, US: Gold)

## Auszeichnungen für Musikverkäufe
| Goldene Schallplatte - Dänemark - 2022: für das Album Life of a Dark Rose - 2024: für die Single Nowadays - Kanada - 2018: für die Single Welcome to the Rodeo - 2018: für das Album Life of a Dark Rose - 2019: für die Single I - Neuseeland - 2020: für die Single Nowadays - Polen - 2024: für die Single Red Roses - 2024: für die Single Lust - Portugal - 2022: für die Single Lust - 2022: für die Single Nowadays - Vereinigte Staaten - 2019: für das Lied Fr Fr - 2020: für das Lied Cloudy Skies - 2021: für das Lied Havin My Way | Platin-Schallplatte - Kanada - 2018: für die Single Lust - 2018: für die Single Nowadays - 2018: für die Single Red Roses - Neuseeland - 2020: für die Single Lust - 2022: für das Album Life of a Dark Rose - 2022: für die Single Red Roses |

Anmerkung: Auszeichnungen in Ländern aus den Charttabellen bzw. Chartboxen sind in ebendiesen zu finden.
| Land/RegionAuszeichnungen für Musikverkäufe (Land/Region, Auszeichnungen, Verkäufe, Quellen) | Silber     | Gold       | Platin       | Verkäufe   | Quellen              |
| -------------------------------------------------------------------------------------------- | ---------- | ---------- | ------------ | ---------- | -------------------- |
| Dänemark (IFPI)                                                                              | —          | 2× Gold2   | —            | 55.000     | ifpi.dk              |
| Kanada (MC)                                                                                  | —          | 3× Gold3   | 3× Platin3   | 360.000    | musiccanada.com      |
| Neuseeland (RMNZ)                                                                            | —          | —          | 4× Platin4   | 105.000    | radioscope.co.nz NZ2 |
| Polen (ZPAV)                                                                                 | —          | 2× Gold2   | —            | 50.000     | olis.pl              |
| Portugal (AFP)                                                                               | —          | 2× Gold2   | —            | 10.000     | Einzelnachweise      |
| Vereinigte Staaten (RIAA)                                                                    | —          | 9× Gold9   | 8× Platin8   | 11.000.000 | riaa.com             |
| Vereinigtes Königreich (BPI)                                                                 | 4× Silber4 | Gold1      | —            | 1.060.000  | bpi.co.uk            |
| Insgesamt                                                                                    | 4× Silber4 | 19× Gold19 | 15× Platin15 |            |                      |